# Subirats
Subirats ist eine katalanische Gemeinde mit 3.281 Einwohnern (Stand: 2024) in der Provinz Barcelona im Nordosten Spaniens. Sie liegt in der Comarca Alt Penedès.

## Ortschaften
Die Gemeinde besteht aus 15 Ortschaften (Einwohnerzahlen Stand 2013):
- Ca l’Avi (101)
- Can Bas (58)
- Can Batista (73)
- Can Cartró (183)
- Cantallops (75)
- Caseria Can Rossell (70)
- Els Casots (88)
- Lavern (431)
- Ordal (631)
- El Pago (72)
- Sant Joan (82)
- Sant Pau d’Ordal (547)
- Urbanització Can Rossell (129)
- Urbanització Casablanca (404)
- Urbanització la Muntanya Rodona (83)

## Persönlichkeiten
- Domènec Cols i Puig (1928–2011), katholischer Priester, Organist und Komponist